# Heads Up (film 1925)
Heads Up è un film muto del 1925 diretto da Harry Garson. La sceneggiatura di Rob Wagner si basa su un soggetto di Barry Barringer. Il film, prodotto dalla Harry Garson Productions, aveva come interpreti Maurice B. Flynn, Kathleen Myers, Kalla Pasha.

## Trama
Lo spirito d'avventura di Breckenridge Gamble lo spinge a lasciare la noiosa routine quotidiana per accettare una missione segreta che lo porterà nello stato sudamericano di Centralia. La missione consiste nel consegnare un messaggio di alcuni petrolieri al presidente Losada. Al suo arrivo, viene a sapere da Angela, la figlia di Losada, che il padre è prigioniero di Cortez, il capo rivoluzionario. Anche Gamble finisce prigioniero di Cortez ma riesce a liberare tutti i prigionieri facendosi passare per il comandante della prigione. Gamble organizza un esercito e finalmente consegna la lettera che contiene un assegno abbastanza cospicuo da potere pagare l'esercito e garantire il governo di Losada. In cambio, Gamble ottiene per sé l'amore di Angela.

## Produzione
Il film fu prodotto dalla Harry Garson Productions.

## Distribuzione
Il copyright del film, richiesto dalla Harry Garson Productions, fu registrato il 2 agosto 1925 con il numero LP21897.

Distribuito dalla Film Booking Offices of America, uscì nelle sale statunitensi il 25 ottobre 1925. Fu presentato anche ad Anniston (Illinois) il 28 ottobre 1925ref name=AFI />. La Pathé Frères lo distribuì nel Regno Unito il 3 gennaio 1927.
Non si conoscono copie ancora esistenti della pellicola che viene considerata presumibilmente perduta.